# Letnie Mistrzostwa Polski w Skokach Narciarskich 2004
9. Letnie Mistrzostwa Polski w Skokach Narciarskich – zawody o mistrzostwo Polski w skokach narciarskich na igelicie, które odbyły się w dniach 9-10 października 2004 roku na Średniej i Wielkiej Krokwi w Zakopanem.
W konkursie na normalnej skoczni zwyciężył Adam Małysz, srebrny medal zdobył Robert Mateja, a brązowy - Mateusz Rutkowski. Na dużym obiekcie najlepszy okazał się Małysz przed Mateją i Krystianem Długopolskim.
Po raz pierwszy w historii w ramach Letnich Mistrzostw Polski w Skokach Narciarskich rozegrane zostały dwa konkursy indywidualne - na normalnej i dużej skoczni.

## Wyniki

### Konkurs indywidualny na dużej skoczni (09.10.2004)
| Miejsce   | Zawodnik             | Klub                   | Skok 1 | Skok 2 | Punkty |
| --------- | -------------------- | ---------------------- | ------ | ------ | ------ |
| 1. (1.)   | Adam Małysz          | KS Wisła Ustronianka   | 131,0  | 134,0  | 278,0  |
| 2. (2.)   | Robert Mateja        | WKS Zakopane           | 130,0  | 125,5  | 259,4  |
| 3. (3.)   | Krystian Długopolski | AZS AWF Katowice       | 121,5  | 119,5  | 230,8  |
| 4. (5.)   | Tomasz Pochwała      | AZS AWF Katowice       | 118,5  | 115,0  | 215,3  |
| 5. (6.)   | Wojciech Skupień     | WKS Zakopane           | 117,0  | 116,5  | 213,8  |
| 6. (9.)   | Stefan Hula          | Sokół Szczyrk          | 116,0  | 115,0  | 208,3  |
| 7. (10.)  | Wojciech Tajner      | KS Wisła Ustronianka   | 119,5  | 108,5  | 201,9  |
| 8. (11.)  | Mateusz Rutkowski    | TS Wisła Zakopane      | 118,5  | 111,5  | 201,5  |
| 9. (12.)  | Paweł Urbański       | Start Krokiew Zakopane | 115,5  | 110,5  | 200,3  |
| 10. (14.) | Tomisław Tajner      | KS Wisła Ustronianka   | 109,0  | 111,0  | 187,5  |

W konkursie wzięło udział 54 zawodników. W nawiasach podano miejsce z uwzględnieniem zawodników zagranicznych.
Czwarte miejsce w międzynarodowych zawodach zajął Słowak Martin Mesík, siódmy był Anders Bardal, ósmy - Olav Magne Dønnem, a trzynasty - Lars Bystøl (wszyscy trzej byli reprezentantami Norwegii).

### Konkurs indywidualny na normalnej skoczni (10.10.2004)
| Miejsce   | Zawodnik             | Klub                   | Skok 1 | Skok 2 | Punkty |
| --------- | -------------------- | ---------------------- | ------ | ------ | ------ |
| 1. (1.)   | Adam Małysz          | KS Wisła Ustronianka   | 90,0   | 90,0   | 254,0  |
| 2. (2.)   | Robert Mateja        | WKS Zakopane           | 89,0   | 87,5   | 244,5  |
| 3. (3.)   | Mateusz Rutkowski    | TS Wisła Zakopane      | 86,0   | 83,5   | 227,0  |
| 4. (4.)   | Wojciech Skupień     | WKS Zakopane           | 83,5   | 82,0   | 219,0  |
| 5. (6.)   | Tomasz Pochwała      | AZS AWF Katowice       | 80,5   | 82,5   | 214,5  |
| 6. (7.)   | Kamil Stoch          | LKS Poroniec Poronin   | 88,5   | 83,5   | 210,0  |
| 7. (8.)   | Krystian Długopolski | AZS AWF Katowice       | 80,0   | 80,5   | 206,5  |
| 8. (9.)   | Paweł Urbański       | Start Krokiew Zakopane | 80,0   | 79,0   | 205,5  |
| 9. (10.)  | Piotr Żyła           | KS Wisła Ustronianka   | 74,5   | 83,0   | 198,5  |
| 10. (11.) | Wojciech Tajner      | KS Wisła Ustronianka   | 77,0   | 80,5   | 197,0  |

W konkursie wzięło udział 51 zawodników. W nawiasach podano miejsce z uwzględnieniem zawodników zagranicznych.
Piąte miejsce w międzynarodowych zawodach zajął Słowak Martin Mesík.